# FC Niutao
FC Niutao – tuwalski klub piłkarski założony w 1980 roku, występujący w Tuvalu A-Division, będącą najwyższym poziomem rozgrywek na Tuvalu. Klub swoje mecze rozgrywa na Vaiaku Stadium w Funafuti, posiadającym 1500 miejsc siedzących. Jest to jedyny stadion piłkarski w Tuvalu.

## Historia
Klub piłkarski FC Niutao został założony w 1980 roku na wyspie Niutao w Tuvalu. Jest jednym z najstarszych klubów piłkarskich w kraju, obok takich zespołów jak Nauti FC, Lakena United czy FC Tofaga, które również powstały w tym samym roku. Od momentu powstania, FC Niutao odgrywał istotną rolę w rozwoju piłki nożnej w Tuvalu. Klub zdobył pierwsze trzy tytuły mistrza Tuvalu A-Division w latach 2001–2003, co czyni go jednym z najbardziej utytułowanych zespołów w początkowej fazie istnienia ligi.

## Sukcesy
FC Niutao, jest jednym z najbardziej utytułowanych klubów piłkarskich w Tuvalu.
- 3 Mistrzostwa kraju (2001, 2002, 2003)[5]
- 2 Finały Pucharu Niepodległości (1999, 2000)[5]